# Narva (település)
Narva (oroszul: Нарва, németül: Narwa) város Észtország keleti részén, a Narva folyó partján, az orosz határ mellett.

## Földrajz
Narva, Észtország legkeletibb városa a Narva folyó mentén fekszik, mely egyben természetes határt képez Oroszország és Észtország között, és a város közelében torkollik a Balti-tengerbe. A határ másik oldalán fekvő Ivangoroddal közösen ikervárost képeznek.

## Történelem

### Korai idők

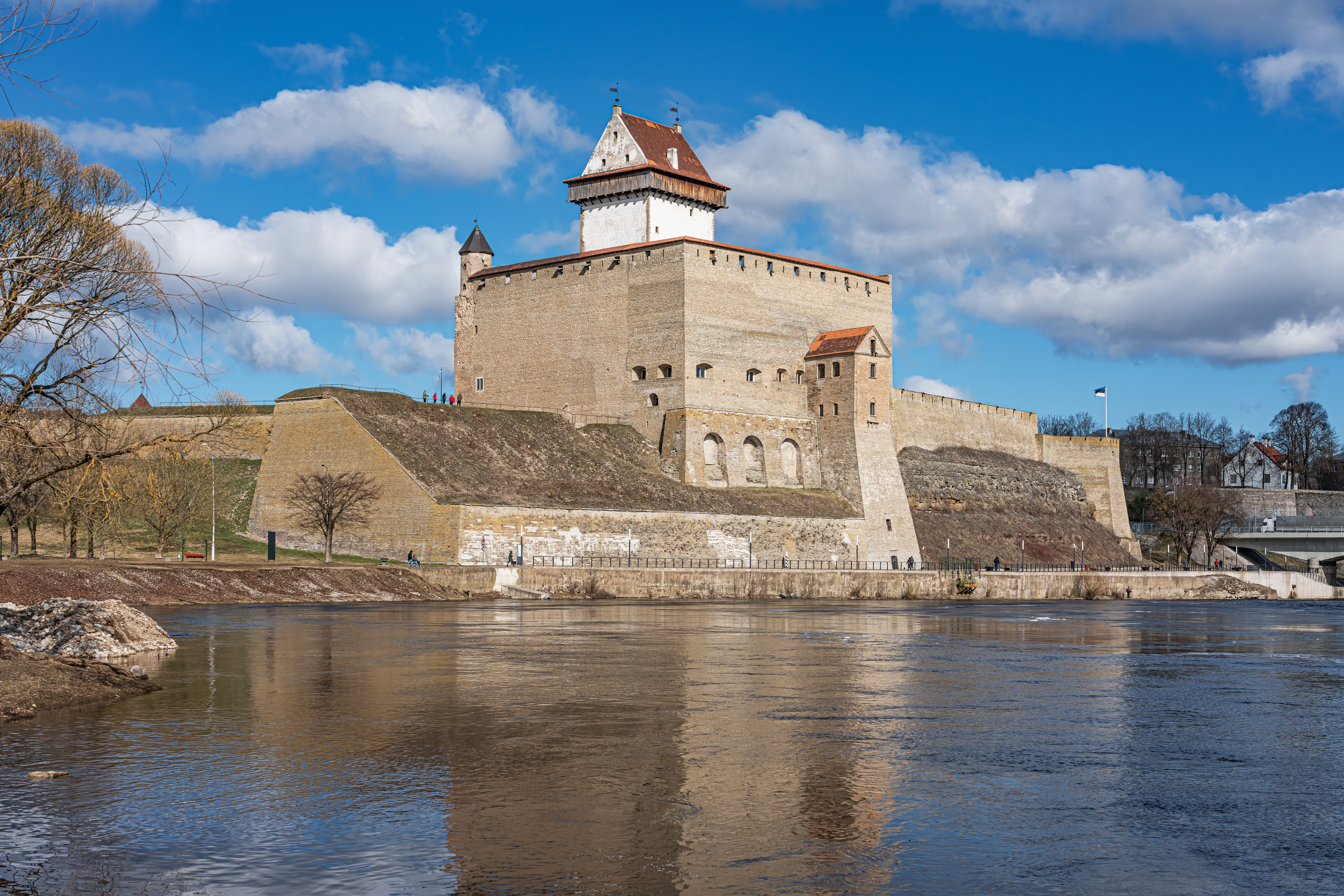
A narvai Hermann-vár

Már a Novgorodi első krónika is tett említést egy Nerevszkijnek nevezett területről a mai Narva környékén. Sokan innen eredeztetik a város és a folyó mai nevét.
Narva várát 1223. november 30-án alapították a dánok. Ennek oka az volt, hogy itt átkelő volt a Narva folyón, és a korábban már itt kialakult falu kereskedelmi utak találkozásánál feküdt. A város a szláv fejedelmekkel fenntartott kereskedelmi kapcsolatok miatt folyamatosan fejlődött. 1345-ben lübecki városjogot nyert IV. Valdemár dán királytól, a térség akkori urától. Ugyanakkor Tallinntól eltérően a város nem lett tagja a Hanza-szövetségnek, és végig kevés, mindössze néhány száz fő volt a lakossága.
1346-ban a város Dán Észtország többi részéhez hasonlóan a Kardtestvérek rendjének fennhatósága alá került. 1492-ben III. Iván moszkvai nagyfejedelem felépítette a folyó túlpartján Ivangorodot.

### Svéd és orosz idők
1558-ban, a livóniai háborúban a várat elfoglalták az oroszok, majd 1581-ben a svédek. A háborút lezáró Jam Zapolski békében a vár a mai Észtországgal együtt Svédországhoz került.
A svéd időkben kezdődött el a város komolyabb fejlődése. Miután az óváros 1659-ben leégett, barokk stílusban építették újjá, ezután a belváros változatlan képet mutatott egészen a második világháborúig. Az 1680-as években kezdődtek meg a város erődítéseinek korszerűsítési munkálatai, melyek az egyik legerősebb erőddé tették a várost.
1700-ban a nagy északi háború során a várnál két jelentős ütközet zajlott. XII. Károly svéd király itt győzte le 1700. november 20-án a négyszeres túlerőben lévő orosz seregeket, akik még a háború kitörésekor vették be a várat. 1704-ben viszont I. (Nagy) Péter orosz cár csapatai foglalták el Narvát, és az 1721-es nystadi béke után Oroszországhoz került.
A 19. század második felében megkezdődött Narva ipari fejlődése. 1857-ben Ludwig Knoop megalapította a (ma is működő) Kreenholm textilüzemet. A gyár a Narva környéki zuhatagok olcsó energiáját használja, és az alkalmazott technológia is korszerű volt. A gyár termékei az 1900-as Párizsi Világkiállításon díjat nyertek. A század végére a gyárnak már 10 000 dolgozója volt. Akkor Észtország munkásságának 41%-a élt és dolgozott a városban. 1870-ben megépült a várost Szentpétervárral összekötő vasútvonal.

### A 20. században
1918-ban, az első világháború után Észtország kikiáltotta függetlenségét. 1918. november 29-én a várost elfoglalta a Vörös Hadsereg. Az észtek 1919. január 19-én foglalták vissza. Az észt függetlenségi háborút lezáró tartui béke értelmében a város (Ivangoroddal együtt) Észtországhoz került. Észtország 1940-es szovjet megszállása után a Szovjetunió része lett.
Az 1941-es német támadáskor a város nem szenvedett komolyabb károkat. 1944-ben viszont a németek erődnek nyilvánították, ami miatt erős szovjet bombázások érték, majd a visszavonuló német csapatok felgyújtották. Az óváros teljesen elpusztult, mindössze három épület, köztük a városháza maradt meg az utókornak. A háború alatt a város szinte elnéptelenedett, a lakosságot mindkét fél részéről érték atrocitások, ezért vagy elhurcolták őket, vagy elmenekültek.
A háború után ipari fejlesztések voltak tervbe véve, például a később Sillamäeben felépült uránfeldolgozó gyár, ezért Narvát zárt városnak nyilvánították. Még 1945 januárjában leválasztották területéről Ivangorodot, ami az Oroszországi SZSZSZK része lett. A városba jórészt oroszok költöztek be.
Amikor 1991-ben Észtország független lett, népszavazást írtak ki arról, hogy Narva autonómiát kapjon-e néhány közeli várossal együtt, mivel lakosaik szinte mind orosz ajkúak voltak. A szavazók azonban nem támogatták az autonómia megadását.
Az 1992-es észt alkotmány szerint az ország határait a tartui béke rögzíti. 2005-ben viszont Észtország és Oroszország kötött egy megállapodást, aminek értelmében az 1945-ös határok állnak fenn köztük. Ez azt jelenti, hogy Ivangorod Oroszországnál marad.

## Demográfia

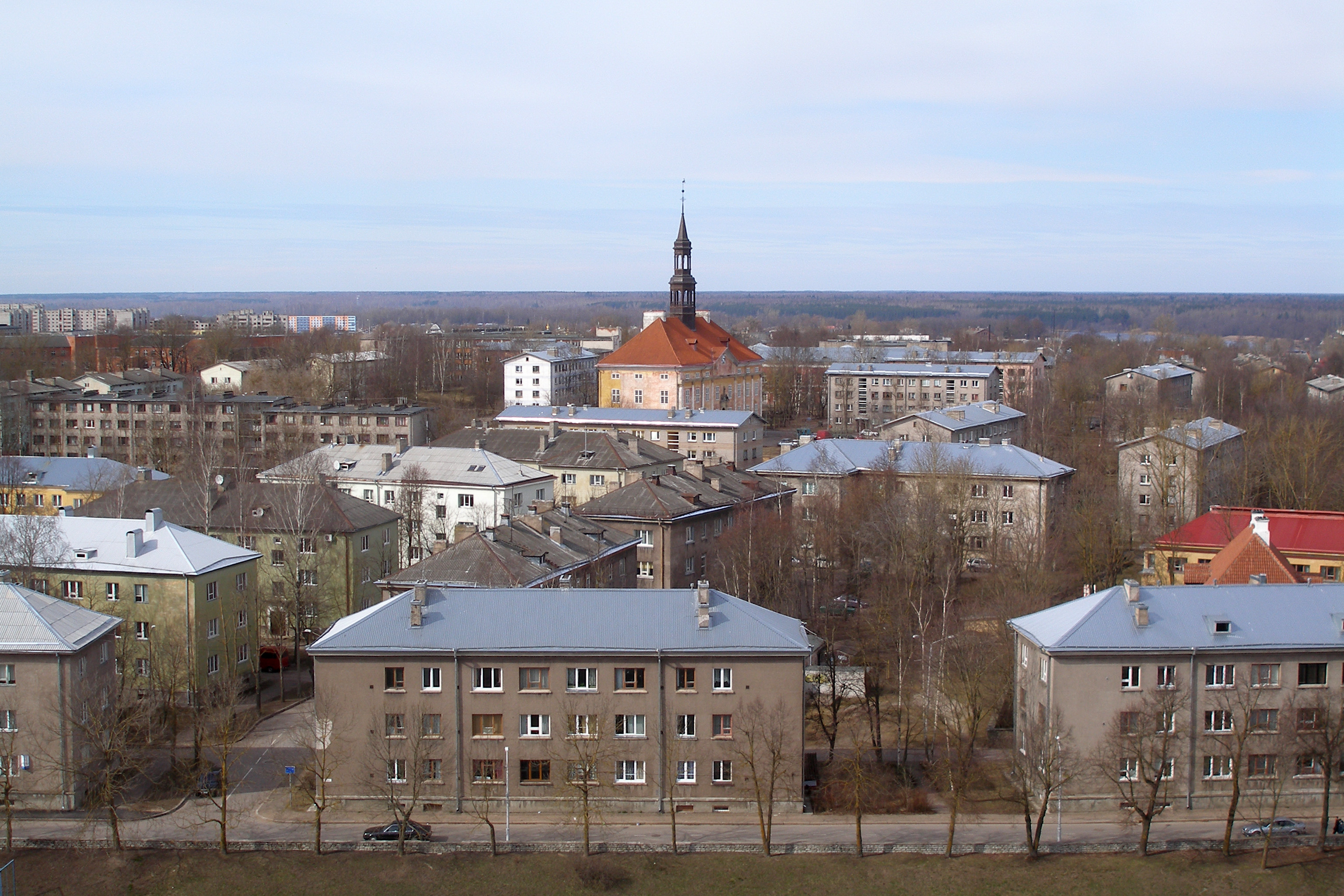
Az óváros

Narva lakosságának jelentős része (93,85%) oroszajkú, ebből 86,41% orosz nemzetiségű, akik a Szovjetunió idején a különböző országrészekből vándoroltak ide. A második világháború után, a szovjet intézkedések (a háború előtti lakosságot nem engedték visszatelepülni) miatt ugyanis jelentősen megváltozott a város etnikai összetétele. A város lakosságának 35%-a orosz állampolgár.
Narva lakossága 1992 óta folyamatosan fogy. Akkor 83 000 lakosa volt a városnak, becslések szerint ez ma 65 000 fő körül van. Ez jórészt az orosz lakosság Oroszországba települése miatt van. A város egyik jelentős problémája az AIDS, ami a 2000-es években kezdett gyorsan terjedni. 2001 és 2008 között 1600 új fertőzöttet regisztráltak, és évente 150-200 fővel nő a fertőzöttek száma, ami Tallinn és Ida-Virumaa megye után a legrosszabb arány az országban.
| Lakosok száma | 58 663 | 57 130 | 56 103 | 55 249 | 54 409 | 53 424 | 53 953 | 53 875 | 53 360 |
|               | 2011   | 2017   | 2018   | 2019   | 2020   | 2021   | 2022   | 2023   | 2024   |

## Nevezetességek

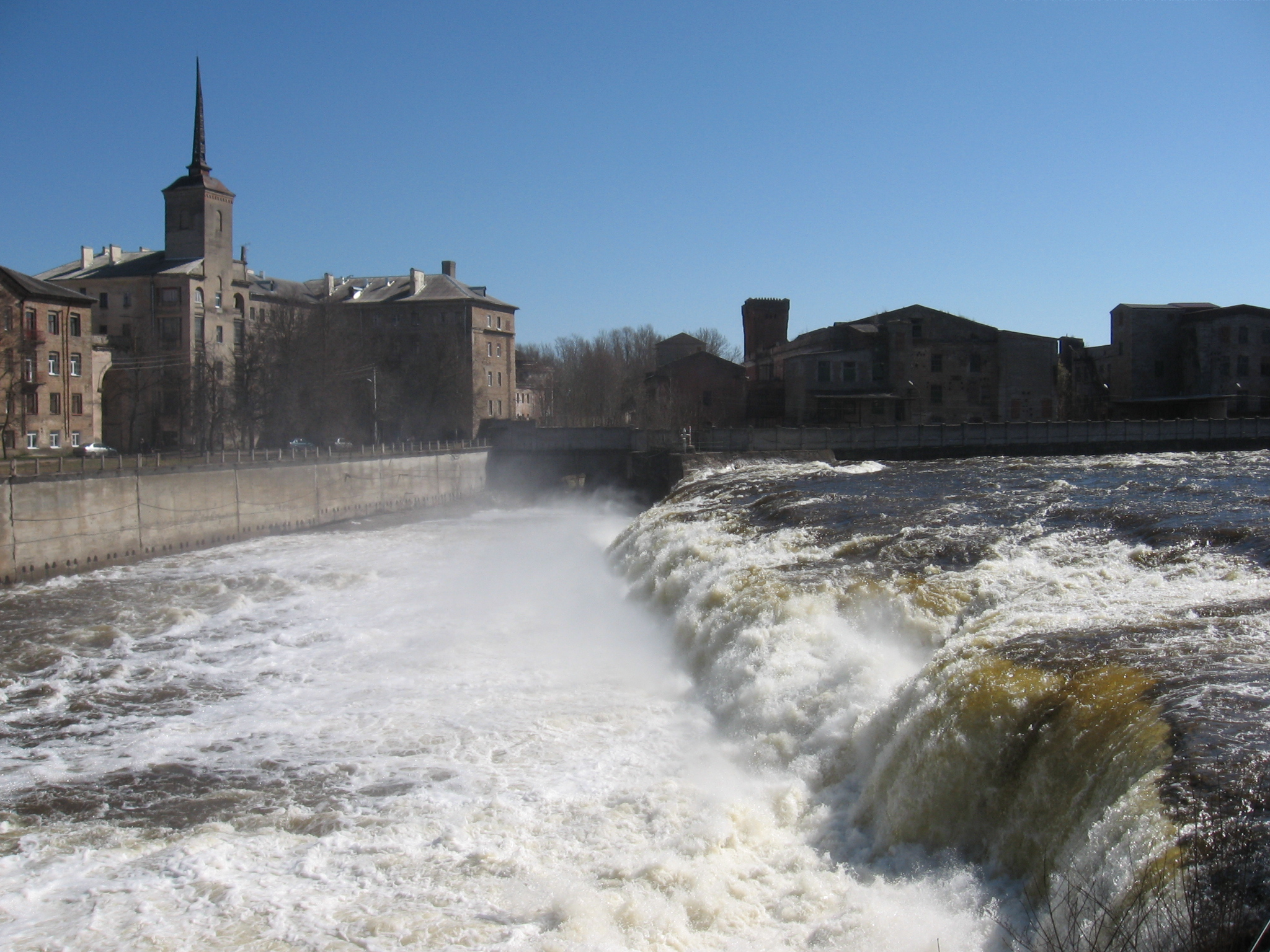
Narvai vízesés

- Narva Muuseum nagy kiterjedésű vár-, város- és régiótörténeti kiállítással a Hermann-várban (Hermanni linnus);
- egy óvárosi barokk, 18. századi épületben elhelyezett művészeti galéria;
- barokk városháza (a háború után újraépítve a károk miatt);
- evangélikus és ortodox templomok;
- a város peremén, közvetlenül a folyó mellett fekvő német katonai temető;
- Hermann-vár, a Német Lovagrend egyik restaurált erődítménye, amely pontosan a Narva jobb partján álló ivangorodi várral áll szemben. Tornyában várostörténeti kiállítás tekinthető meg.

## Híres narvaiak

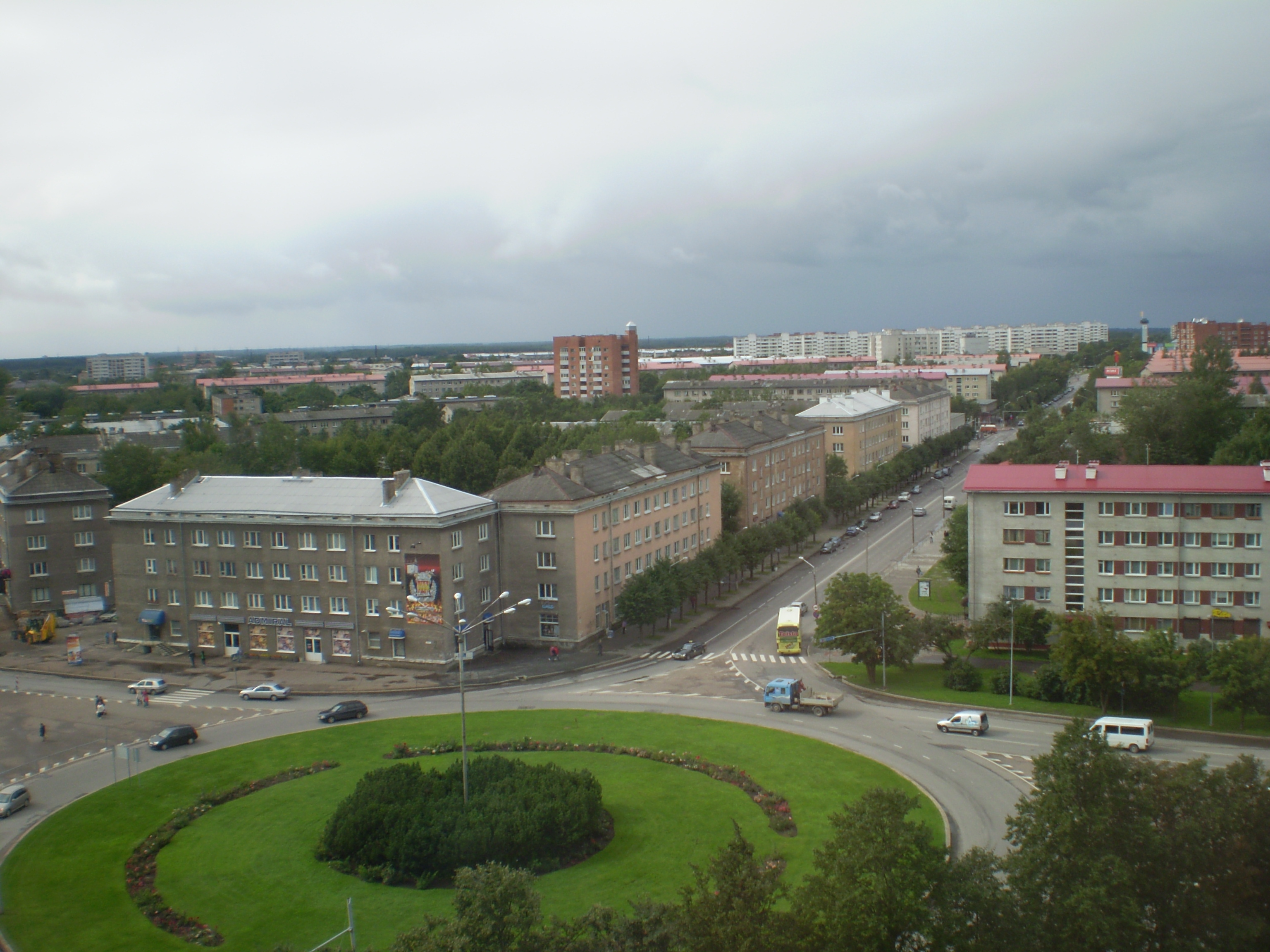
Lakóházak

- Evert Horn (1585-1615), Narva kormányzója (1613)
- Ludwig Werder (1808–1885) svájci gépész
- Friedrich Lustig (1912-1989), buddhista szerzetes
- Paul Keres (1916-1975), sakknagymester
- Paul Felix Schmidt (1916-1984), sakkjátékos
- Ortvin Sarapu (1924-1999), sakkjátékos
- Valery Karpin (szül. 1969), labdarúgó
- Maksim Gruznov (szül. 1974), labdarúgó
- Leo Komarov (szül. 1987), jégkorongjátékos

## Közlekedés
Tallinn-nal vasút és az 1-es számú főút köti össze. Könnyen megközelíthető nagyváros az oroszországi Szentpétervár.

## Testvérvárosok
- Karlskoga, Svédország
- Tinglev, Dánia
- Doneck, Ukrajna
- Lahti, Finnország
- Ivangorod, Oroszország
- Pärnu, Észtország

## Fordítás
- Ez a szócikk részben vagy egészben  a   Narva című angol Wikipédia-szócikk fordításán alapul.  Az eredeti cikk szerkesztőit annak laptörténete sorolja fel. Ez a jelzés csupán a megfogalmazás eredetét és a szerzői jogokat jelzi, nem szolgál a cikkben szereplő információk forrásmegjelöléseként.